# 심혁윤
심혁윤(沈爀倫, 1953년 ~ )은 대한민국의 공무원으로 한국철도공사 부사장과 코레일공항철도 사장을 지냈다. 본관은 풍산이며, 경기도 양주군 출생이다.

## 경력
- 1981년 : 공직 입문
- 2007년 : 부산지방항공청 청장 임명
- 2008년 3월 : 국토해양부 철도정책관 임명
- 2008년 11월 7일 : 한국철도공사 부사장 임명
- 2008년 11월 28일 : 한국철도공사 제3대 사장 강경호의 직무대행 (부사장 겸직)
- 2009년 3월 19일 : 제4대 사장 허준영 임명으로 직무대행에서 물러남 (한국철도공사 부사장)
- 2011년 12월 1일 : 코레일공항철도 사장 임명